# Staranje
Staranje (s tujko senescenca, iz latinske besede senex - »starec« oz. »starost«) je biološki proces, ki se odraža kot postopno slabšanje fizioloških funkcij organizma, kar zmanjšuje njegovo sposobnost vzdrževanja ravnovesja v telesu, s tem pa povečuje občutljivost na spremembe. Gre za kompleksen in še ne povsem razumljen splet pojavov, ki vplivajo na organizem v odrasli dobi življenja in se na koncu zaključijo s smrtjo.
Staranje spremlja več pojavov od celične ravni do ravni celotnega organizma. Na celični ravni se dogaja kopičenje odpadnih produktov presnove v celicah, ki lahko pripomorejo k odmiranju celic. Poleg tega je število delitev mitotsko aktivnih celic omejeno že samo po sebi z genskim zapisom (temu pravimo Hayflickova meja). Odmrle diferencirane celice v številnih tkivih so nenadomestljive, zato sčasoma pride do odpovedovanja funkcij tkiv in s tem organov. Na ravni celotnega organizma se s starostjo spremeni hormonsko ravnovesje, kar vpliva na funkcijo mnogih tkiv.
Vendar pa naštete spremembe niso vzroki za staranje, temveč prej simptomi. Enocelični mikroorganizmi ne izkazujejo staranja na celični ravni; zanje je celična delitev način razmnoževanja in pomlajevanja. Pravi vzrok staranja pri mnogoceličarjih še ni pojasnjen, obstaja pa več teorij. Po eni od njih je staranje kompromis med tem, koliko organizem investira v razmnoževanje in koliko v mehanizme popravljanja DNK, ki sta obe energetsko potratni dejavnosti. Ravnovesje nadzirajo kontrolni geni. Pri živalih, kot so miši, je stopnja smrtnosti zaradi zunanjih dejavnikov (npr. plenilcev) visoka in preživetje je drastično omejeno ne glede na škodljive spremembe zaradi molekularnih procesov v celicah. Zato je investicija v čim hitrejšo produkcijo potomcev ugodnejša za obstanek vrste in njihova maksimalna življenjska doba znaša tri do štiri leta. Po drugi strani pa plenilci bistveno manj ogrožajo denimo netopirja vrste Myotis lucifugus, ki je pol manjši od miši, a doseže starost tudi do 30 let. Prav tako evolucijsko gledano bo delež osebkov neke vrste, ki preživi in se razmnožuje, s starostjo vedno manjši. Posledice škodljivih sprememb genov, ki se izražajo šele v kasnejšem obdobju življenja, so zato manj podvržene naravnemu izboru in se naključno širijo v populaciji (temu pojavu pravimo genetski zdrs).

## Staranje pri človeku
Staranje pri človeku obravnavamo z biološkega in tudi sociološkega stališča. Geriatrija je veja interne medicine, ki se ukvarja s preučevanjem, preprečevanjem, lajšanjem in zdravljenjem zdravstvenih težav starostnikov, gerontologija pa upošteva tudi sociološki vidik. Obstaja hipoteza, da prihaja v zadnjem obdobju človekove evolucije do močne selekcije osebkov z daljšo življenjsko dobo; stari ljudje prenašajo svoje izkušnje na potomce, kar le-tem poveča možnosti za preživetje, hkrati pa povečuje delež ljudi z genetsko predispozicijo za dolgo življenje v populaciji. Poleg tega civilizacija vedno bolje obvladuje zunanje dejavnike smrtnosti, zato se viša povprečna starost ljudi.

### Povprečna življenjska doba
V različnih zgodovinskih obdobjih se je povprečna življenjska doba spreminjala. Tako so neandertalci v povprečju doživeli približno 20 let, povprečna življenjska starost je bila v bronasti dobi 19 let, v stari Grčiji 28 let, v srednjeveški Angliji 33 let. Glede na svetovne demografske podatke  število starejših prebivalcev narašča. Intenziteta staranja se danes v svetu kaže v povprečni življenjski starosti okoli 68 let. V Sloveniji je število starejših med vsemi prebivalci v porastu že od sredine leta 2003. V letu 2014 je delež starejših prebivalcev starih od 65 let in več dosegel 17,5 %, delež prebivalcev mlajših od 15 let pa je bil 14,6 %.